# Chenopodium helenense
Chenopodium helenense är en amarantväxtart som beskrevs av Paul Aellen. Chenopodium helenense ingår i släktet ogräsmållor, och familjen amarantväxter. Inga underarter finns listade i Catalogue of Life.